# Bearsville Records
Bearsville Records var ett skivbolag som grundades 1970 av Albert Grossman i Bearsville, Woodstock, New York, i anslutning till dennes inspelningsstudio Bearsville Studios (invigd samma år). Skivbolagets verksamhet upphörde 1984, medan inspelningsstudion var aktiv fram till några år in på 2000-talet. När Albert Grossman dog 1986 tog hans hustru Sally över ledningen av verksamheten.
Grossmans tanke med anläggningen i Bearsville var att skapa en "tillflyktsort" för musiker, så, utöver inspelningsstudio omfattade Bearsville Center även övernattningsstugor, restauranger och, från 1989, även Bearsville Theater (en ombyggd lada som fungerade som replokal och användes vid live-framträdanden). Bearsville Theater renoverades 2019-2020 och är nu åter i bruk.
Sammanlagt gavs 81 album ut på skivbolaget och bland artisterna märks Todd Rundgren (inlusive dennes grupp Utopia), Paul Butterfield, Foghat, Randy VanWarmer och Sparks.
Utöver artister som gav ut skivor på bolaget gjorde många andra inspelningar i studion. Bland dessa artister kan nämnas The Band (albumen Cahoots och Moondog Matinee), Meat Loaf (Bat Out of Hell), Metallica (...And Justice for All), Patti Smith (Wave), Joe Cocker (Unchain My Heart), Simple Minds (Once Upon a Time), Iggy Pop (American Caesar), R.E.M. (albumen Green, Automatic for the People och Out of Time), Suzanne Vega (Solitude Standing), Jeff Buckley (Grace), The Pretenders (Get Close) och Rush (Test for Echo).